# Helén Ottosson Lovén
Ann Helén Ottoson Lovén, född 17 april 1957 i Gladhammar, är en svensk jurist och ämbetsman.

## Biografi
Helén Ottosson Lovén är dotter till lagerförmannen Olov Lennart Ottosson  och kassörskan Inger Maria Ottosson.
Hon avlade juris kandidatexamen vid Uppsala universitet.
Ottosson Lovén har arbetat som revisor/administrativ chef Ernst & Young AB, ekonomichef vid Svenska kyrkans stiftelse för rikskyrklig verksamhet samt ekonomi- och finanschef vid Svenska kyrkan 1997-2010. Hon var vikarierande generalsekreterare för Svenska kyrkan 2010-2011 och ordinarie generalsekreterare för Svenska kyrkan 2011–2024.

## Utmärkelser
- H.M. Konungens medalj av 8:e storleken i Serafimerordens band.[6]
- Ärkebiskopens Stefansmedalj[7]